# Bittagowdanahalli, Hassan
Bittagowdanahalli là một làng thuộc tehsil Hassan, huyện Hassan, bang Karnataka, Ấn Độ.